# 森特里岩
森特里岩（英語：Sentry Rocks），是南極洲的岩石，位於維多利亞地的彭內爾海岸，處於代曼角附近，美國地質調查局根據測量和美國海軍拍攝的空中照片繪入地圖，現時由南極條約體系管理。

## 外部連結
- 本条目引用的公有领域材料来自美国地质调查局的文档 《森特里岩》 （資料來自地名信息系统）。

70°45′S 167°24′E / 70.750°S 167.400°E